# Liste des accidents ferroviaires en Belgique
La liste des accidents ferroviaires en Belgique est constituée de trois pages :
- Liste des accidents ferroviaires en Belgique au XIXe siècle
- Liste des accidents ferroviaires en Belgique au XXe siècle
- Liste des accidents ferroviaires en Belgique au XXIe siècle